# 이온화 경향
이온화 경향(-化傾向, 영어: ionization tendency)이란, 용액 속(주로 수용액 속)에서 원소(주로 금속)의 이온이 되기 쉬움을 나타낸다. 전기화학열(電氣化學列)이라고도 불린다.

## 개요
용액 속에 있는 홑원소 물질과 다른 원소의 이온이 존재할 때, 양쪽 사이에서 산화환원반응이 일면서, 홑원소 물질은 산화되어서 이온화되는 데 비해, 다른 한 쪽은 환원되어서 홑원소로 석출된다. 이 때, 환원된 원소보다 산화된 원소 쪽이 이온화 경향이 커진다. 어느쪽이 산화되고 어느쪽이 환원되는지는 산화환원전위의 대소에 의존하기 때문에, 이 전위순으로 원소를 늘어놓은 것이 이온화 경향의 순서가 된다.
이온화 경향이 작을수록 이온은 환원되어 금속으로 석출되기 쉬워진다. 또한, 이온화 경향이 큰 금속 홑원소 물질이라도 용융염 전해 등으로 얻을 수 있다.
거기에, 이온화 경향과는 다른 지표에는 이온화 에너지라는 것이 있다. 이것은 원자핵에 속박되어 있는 전자가 전리되는 데에 필요한 에너지값이자, 문자대로 원자의 이온화가 되기 쉬움을 나타내는 지표이다. 그러나, 산화환원반응이 진행되는 방향은 단순히 이온화 에너지의 대소만으로 이루어지지 않으며, 이온 용액 속에서의 안정성이나 전기화학 활량 등 화학평형으로서 반응이 진행되는 방향을 결정짓는 다른 인자에 크게 영향을 받는다.
중고등 수준의 이과·화학에서는 산화환원반응이나 화학평형을 자세히 다루지 않기 때문에, 설명을 단순화해서 「이온화 경향은, 원소가 이온화되기 용이함의 서열이다」라고 정의하고 있는 경우가 많다. 하지만 정확히는, 두 개의 원소 중 어느쪽이 산화되기 쉬운(혹은 환원되기 쉬운)가, 즉 산화환원반응에서의 화학평형이 어느쪽에 치우쳐 있는가에 대한 서열이다.

## 금속의 이온화 경향
이온화 경향은 수용액 속에서 수화이온과 홑원소 금속 사이의 표준 산화환원전위 순서로 나타난다. 이 때, 수화금속이온은 무한희석상태인 가상적인 1 mol/kg의 이상용액상태를 기준으로 두고, 그 표준 산화환원전위와 수화금속이온의 표준생성깁스자유에너지 변화와는 다음의 관계가 있다.
{\displaystyle \Delta _{\rm {f}}G^{\circ }=zFE^{\circ }}
여기서 F는 패러데이 상수, z는 이온의 전하이다.
금속의 이온화 경향을 큰 것부터 배열하면 다음과 같이 된다. (개별로 각주가 붙지 않은 금속의 전위는 『화학편람 기초편 개정4판』(化学便覧 基礎編 改訂4版)를 따른다) 단, 괄호 속의 문자는 깁스자유에너지 변화의 계산값(을 따르는 수치).
| 리튬 (Li),     | {\displaystyle {\ce {Li^{+}(aq)\ +{\mathit {e}}^{-}\rightleftarrows \ Li(s)\ ,}}}                       | {\displaystyle E^{\circ }={\mbox{ -3.045 V}}}            |
| 세슘 (Cs),     | {\displaystyle {\ce {Cs^{+}(aq)\ +{\mathit {e}}^{-}\rightleftarrows \ Cs(s)\ ,}}}                       | {\displaystyle E^{\circ }={\mbox{ -2.923 V (-3.027 V)}}} |
| 루비듐 (Rb),   | {\displaystyle {\ce {Rb^{+}(aq)\ +{\mathit {e}}^{-}\rightleftarrows \ Rb(s)\ ,}}}                       | {\displaystyle E^{\circ }={\mbox{ -2.924 V (-2.943 V)}}} |
| 칼륨 (K),      | {\displaystyle {\ce {K^{+}(aq)\ +{\mathit {e}}^{-}\rightleftarrows \ K(s)\ ,}}}                         | {\displaystyle E^{\circ }={\mbox{ -2.925 V (-2.936 V)}}} |
| 바륨 (Ba),     | {\displaystyle {\ce {Ba^{2+}(aq)\ +2{\mathit {e}}^{-}\rightleftarrows \ Ba(s)\ ,}}}                     | {\displaystyle E^{\circ }={\mbox{ -2.92 V}}}             |
| 스트론튬 (Sr), | {\displaystyle {\ce {Sr^{2+}(aq)\ +2{\mathit {e}}^{-}\rightleftarrows \ Sr(s)\ ,}}}                     | {\displaystyle E^{\circ }={\mbox{ -2.89 V}}}             |
| 칼슘 (Ca),     | {\displaystyle {\ce {Ca^{2+}(aq)\ +2{\mathit {e}}^{-}\rightleftarrows \ Ca(s)\ ,}}}                     | {\displaystyle E^{\circ }={\mbox{ -2.84 V}}}             |
| 나트륨 (Na),   | {\displaystyle {\ce {Na^{+}(aq)\ +{\mathit {e}}^{-}\rightleftarrows \ Na(s)\ ,}}}                       | {\displaystyle E^{\circ }={\mbox{ -2.714 V}}}            |
| 마그네슘 (Mg), | {\displaystyle {\ce {Mg^{2+}(aq)\ +2{\mathit {e}}^{-}\rightleftarrows \ Mg(s)\ ,}}}                     | {\displaystyle E^{\circ }={\mbox{ -2.356 V}}}            |
| 토륨 (Th),     | {\displaystyle {\ce {Th^{4+}\ +4{\mathit {e}}^{-}\rightleftarrows \ Th\ ,}}}                            | {\displaystyle E^{\circ }={\mbox{ -1.90 V}}}             |
| 베릴륨 (Be),   | {\displaystyle {\ce {B{\mathit {e}}^{3+}\ +3{\mathit {e}}^{-}\rightleftarrows \ Be\ ,}}}                | {\displaystyle E^{\circ }={\mbox{ -1.85 V}}}             |
| 알루미늄 (Al), | {\displaystyle {\ce {Al^{3+}(aq)\ +3{\mathit {e}}^{-}\rightleftarrows \ Al(s)\ ,}}}                     | {\displaystyle E^{\circ }={\mbox{ -1.676 V}}}            |
| 티타늄 (Ti),   | {\displaystyle {\ce {Ti^{4+}\ +4{\mathit {e}}^{-}\rightleftarrows \ Ti\ ,}}}                            | {\displaystyle E^{\circ }={\mbox{ -1.63 V}}}             |
| 지르코늄 (Zr), | {\displaystyle {\ce {Zr^{4+}\ +4{\mathit {e}}^{-}\rightleftarrows \ Zr\ ,}}}                            | {\displaystyle E^{\circ }={\mbox{ -1.534 V}}}            |
| 망간 (Mn),     | {\displaystyle {\ce {Mn^{2+}(aq)\ +2{\mathit {e}}^{-}\rightleftarrows \ Mn(s)\ ,}}}                     | {\displaystyle E^{\circ }={\mbox{ -1.18 V}}}             |
| 탄탈럼 (Ta),   | {\displaystyle {\ce {Ta2O5(s){+}10H^{+}(aq){+}10{\mathit {e}}^{-}\rightleftarrows \ 2Ta(s){+}5H2O\ ,}}} | {\displaystyle E^{\circ }={\mbox{ -0.81 V}}}             |
| 아연 (Zn),     | {\displaystyle {\ce {Zn^{2+}(aq)\ +2{\mathit {e}}^{-}\rightleftarrows \ Zn(s)\ ,}}}                     | {\displaystyle E^{\circ }={\mbox{ -0.7626 V}}}           |
| 크로뮴 (Cr),   | {\displaystyle {\ce {Cr^{3+}(aq)\ +3{\mathit {e}}^{-}\rightleftarrows \ Cr(s)\ ,}}}                     | {\displaystyle E^{\circ }={\mbox{ -0.74 V}}}             |
| 철 (Fe),       | {\displaystyle {\ce {F{\mathit {e}}^{2+}(aq)\ +2{\mathit {e}}^{-}\rightleftarrows \ Fe(s)\ ,}}}         | {\displaystyle E^{\circ }={\mbox{ -0.44 V}}}             |
| 카드뮴 (Cd),   | {\displaystyle {\ce {Cd^{2+}(aq)\ +2{\mathit {e}}^{-}\rightleftarrows \ Cd(s)\ ,}}}                     | {\displaystyle E^{\circ }={\mbox{ -0.4025 V}}}           |
| 코발트 (Co),   | {\displaystyle {\ce {Co^{2+}(aq)\ +2{\mathit {e}}^{-}\rightleftarrows \ Co(s)\ ,}}}                     | {\displaystyle E^{\circ }={\mbox{ -0.277 V}}}            |
| 니켈 (Ni),     | {\displaystyle {\ce {Ni^{2+}(aq)\ +2{\mathit {e}}^{-}\rightleftarrows \ Ni(s)\ ,}}}                     | {\displaystyle E^{\circ }={\mbox{ -0.257 V}}}            |
| 주석 (Sn),     | {\displaystyle {\ce {Sn^{2+}(aq)\ +2{\mathit {e}}^{-}\rightleftarrows \ Sn(s)\ ,}}}                     | {\displaystyle E^{\circ }={\mbox{ -0.1375 V}}}           |
| 납 (Pb),       | {\displaystyle {\ce {Pb^{2+}(aq)\ +2{\mathit {e}}^{-}\rightleftarrows \ Pb(s)\ ,}}}                     | {\displaystyle E^{\circ }={\mbox{ -0.1263 V}}}           |
| (수소 (H2)),   | {\displaystyle {\ce {2H^{+}(aq)\ +2{\mathit {e}}^{-}\rightleftarrows \ H2(g)\ ,}}}                      | {\displaystyle E^{\circ }={\mbox{ 0 V}}}                 |
| 안티모니 (Sb), | {\displaystyle {\ce {Sb2O3(s){+}6H^{+}(aq){+}6{\mathit {e}}^{-}\rightleftarrows \ 2Sb(s){+}3H2O\ ,}}}   | {\displaystyle E^{\circ }={\mbox{ 0.1504 V}}}            |
| 비스무트 (Bi), | {\displaystyle {\ce {Bi^{3+}(aq)\ +3{\mathit {e}}^{-}\rightleftarrows \ Bi(s)\ ,}}}                     | {\displaystyle E^{\circ }={\mbox{ 0.3172 V}}}            |
| 구리 (Cu),     | {\displaystyle {\ce {Cu^{2+}(aq)\ +2{\mathit {e}}^{-}\rightleftarrows \ Cu(s)\ ,}}}                     | {\displaystyle E^{\circ }={\mbox{ 0.340 V}}}             |
| 수은 (Hg),     | {\displaystyle {\ce {Hg2^{2+}(aq)\ +2{\mathit {e}}^{-}\rightleftarrows \ 2Hg(l)\ ,}}}                   | {\displaystyle E^{\circ }={\mbox{ 0.7960 V}}}            |
| 은 (Ag),       | {\displaystyle {\ce {Ag^{+}(aq)\ {\mathit {e}}^{-}\rightleftarrows \ Ag(s)\ ,}}}                        | {\displaystyle E^{\circ }={\mbox{ 0.7991 V}}}            |
| 팔라듐 (Pd),   | {\displaystyle {\ce {Pd^{2+}(aq)\ +2{\mathit {e}}^{-}\rightleftarrows \ Pd(s)\ ,}}}                     | {\displaystyle E^{\circ }={\mbox{ 0.915 V}}}             |
| 이리듐 (Ir),   | {\displaystyle {\ce {Ir^{3+}(aq)\ +3{\mathit {e}}^{-}\rightleftarrows \ Ir(s)\ ,}}}                     | {\displaystyle E^{\circ }={\mbox{ 1.156 V}}}             |
| 백금 (Pt),     | {\displaystyle {\ce {Pt^{2+}(aq)\ +2{\mathit {e}}^{-}\rightleftarrows \ Pt(s)\ ,}}}                     | {\displaystyle E^{\circ }={\mbox{ 1.188 V}}}             |
| 금 (Au),       | {\displaystyle {\ce {Au^{3+}(aq)\ +3{\mathit {e}}^{-}\rightleftarrows \ Au(s)\ ,}}}                     | {\displaystyle E^{\circ }={\mbox{ 1.52 V}}}              |

탄탈럼 및 안티모니 등은 이온반지름이 작아서 전하가 크기 때문에, 수화이온은 매우 가수분해되기 쉽고, 강산성에서도 안정하게 존재할 수 없기 때문에 산화물과의 전위에서 대용되고 있다. 백금 및 금 같은 수화이온도 매우 가수분해되기 쉽고, 특히 금에 대해서는 순수한 수화이온은 존재하지 않기 때문에, 정확한 값이라고는 할 수 없다.

## 이온화 경향의 문제점
표준 산화환원전위, 깁스 자유 에너지를 바탕으로 두는 이온화 경향은, 이온의 상태를 이온 사이의 상호작용이 일어나지 않는 무한희석을 기준으로 하고 있기 때문에, 통상의 실험적 농도에서 반드시 이 순서가 유지된다고 한할 수 없고, 특히 전위에 접근해 있는 주석과 납 따위의 순서는 그다지 의미가 없다는 의견도 있다. 그러므로, 여태까지 16종류 원소의 이온화 경향을 기술해온 대한민국 고등학교 화학 교과서도 현재 자세한 순서에 대한 언급을 피하고 (Li, K, Ca, Na) > Mg > (Al, Zn, Fe) > (Ni, Sn, Pb) > (H2, Cu) > (Hg, Ag) > (Pt, Au)라는 기술을 채택하고 있다.
수용액 속에서 산(酸)과의 반응성의 관점에서는 이리듐(Ir) 및 탄탈럼(Ta)이 최소로 되지만, 산화환원전위에서는 반드시 그렇지만은 않다. 이것은 표면에 치밀한 산화피막을 생성한다는 부동태 형성되었거나, 속도론적인 관여가 무시되었기 때문이다.
더불어, 오래 전부터 문제시되었던 칼슘과 나트륨이 있는데, 논란이 된 것은 나트륨이 물과 보다 격하게 반응하는데도 불구하고 이온화 경향은 Ca > Na이라는 점이다. 금속에서 수용액 속의 수화이온으로의 변화를 고찰하려면, 원자화→이온화→이온의 수화라는 과정을 고려하지 않으면 안된다. 칼슘 및 나트륨에서는 다음과 같이 된다.
| 금속   | 승화열 ΔHsub                         | 이온화 에너지 ΔHion                                                        | 수화열 ΔHhyd                                                          |
| ------ | ------------------------------------ | -------------------------------------------------------------------------- | --------------------------------------------------------------------- |
| 반응식 | {\displaystyle {\ce {M(s) -> M(g)}}} | {\displaystyle {\ce {M(g)->{M^{{\mathit {n}}+}(g)}+{\mathit {n\ e}}^{-}}}} | {\displaystyle {\ce {M^{{\mathit {n}}+}(g)->M^{{\mathit {n}}+}(aq)}}} |
| 칼슘   | 178.2 kJ mol-1                       | 1747.7 kJ mol-1                                                            | -1577 kJ mol-1                                                        |
| 나트륨 | 107.32 kJ mol-1                      | 502.04 kJ mol-1                                                            | -420.8 kJ mol-1                                                       |

위는 엔탈피 변화이며, 또한 수화열의 실측치는 양이온과 음이온과의 합계이며, 이들의 분할은 수화열이 z2/r (전하의 2승 / 이온반지름)에 비례한다는 가정을 바탕으로 한 것이기 때문에, 정밀성에 모자란 부분이 있으며, 수치 전체가 정확한 것이라고는 할 수 없으나, 정성(定性)적으로는 다음과 같이 말할 수 있다. 나트륨이 칼슘보다도 유리상태의 이온을 생성하기 쉽지만, 전하가 큰 칼륨이온은 수화열의 절대치(엔탈피 변화가 음에서 클수록 강하게 수화)가 크게 이온화 에너지를 지워없애고, 결과적으로 수화이온의 생성기브스자유에너지를 가라앉히고, 나트륨과 역전된다.
마찬가지로, 알칼리 금속 간의 비교에서는 세슘(Cs)이 반응성 상에서는 최대이지만, 이온반지름은 Cs+ > Rb+ > K+ > Na+ > Li+이며, 그러므로 리튬은 반응성이 최소임에도 불구하고, 이온반지름이 가장 작기 때문에 수화열의 절대치가 크기에, 결과적으로 전위가 가장 낮아진다. 위와 같이 이온화 경향은 반드시 반응성의 순서를 반영하고 있다고는 할 수 없는 부분이 있으며, 정성(定性)적인 논의에 쓰이는 것에 그치는 것이 바람직하다.

## 전지
서로 다른 2종류의 금속과 전해액을 조합하면 전지가 만들어진다. 이 때, 이온화 경향이 큰 쪽 즉 산화환원전위가 보다 낮은 쪽의 그금속이 음극이 되고, 작은 쪽 즉 전위가 높은 쪽이 양극이 된다. 또한, 두 금속의 이온화 경향의 차가 클수록, 전지의 기전력(낼 수 있는 전압)은 커진다.
이를테면, 동과 아연을 쓰는 레몬 전지에서는, 아연이 음극이 되고, 동이 양극이 된다(전해액은 레몬의 과즙이다.). 

## 같이 보기
- 전기음성도
- 희생 전극